# 1132 en santé et médecine
| Années de la santé et de la médecine : 1129 - 1130 - 1131 - 1132 - 1133 - 1134 - 1135    |
| Décennies de la santé et de la médecine : 1100 - 1110 - 1120 - 1130 - 1140 - 1150 - 1160 |

Cet article présente les faits marquants de l'année 1132 en santé et médecine.

## Fondations
- Au col de Roncevaux, Sanche de la Rose, évêque de Pampelune, et Alphonse Ier, roi de Navarre et d'Aragon, fondent un hôpital « destiné à servir d'abri aux pèlerins de Saint-Jacques[1] ».
- En fondant l'abbaye du Tamié, Pierre Ier, archevêque de Tarentaise, et Amédée III, comte de Savoie, y font construire un « hôpital pour les pauvres et les passants[2] ».
- Dans la campagne de Gênes, actuel quartier San Teodoro, fondation de l'abbaye de San Benigno (it), pourvue dès l'origine d'un hôpital pour les voyageurs et, quelques années plus tard, d'un établissement pour les malades[3].
- 1123-1132 : un hospice de l'ordre du Saint-Sépulcre est mentionné à Pise[4].
- 1131-1132 : première mention  de l'hôpital d'Ubaldo, dépendant de l'abbaye de Passignano, en Toscane[5].
- 1132-1137 : l'évêque Henri de Blois fonde l'hôpital Sainte-Croix (Hospital of St. Cross (en)) de Winchester, dans le Hampshire, en Angleterre[6].

## Publication
- 1125-1132 : Hugues de Fouilloy (c.1100-c.1173) rédige son traité sur l’étiologie et le traitement des troubles mentaux, le De medicina animae (« De la médecine de l'âme »), « texte remarquable, bien qu'inachevé […], qui tente de concilier médecine et théologie[7] », mais « dans lequel la médecine sert surtout d'allégorie[8] ».

## Naissance
- Vers 1132[9] : Aboul Fadl El Mohandes (mort en 1202 ou 1224), astronome et médecin arabe, mort à Damas[10].